# رزم‌ناو

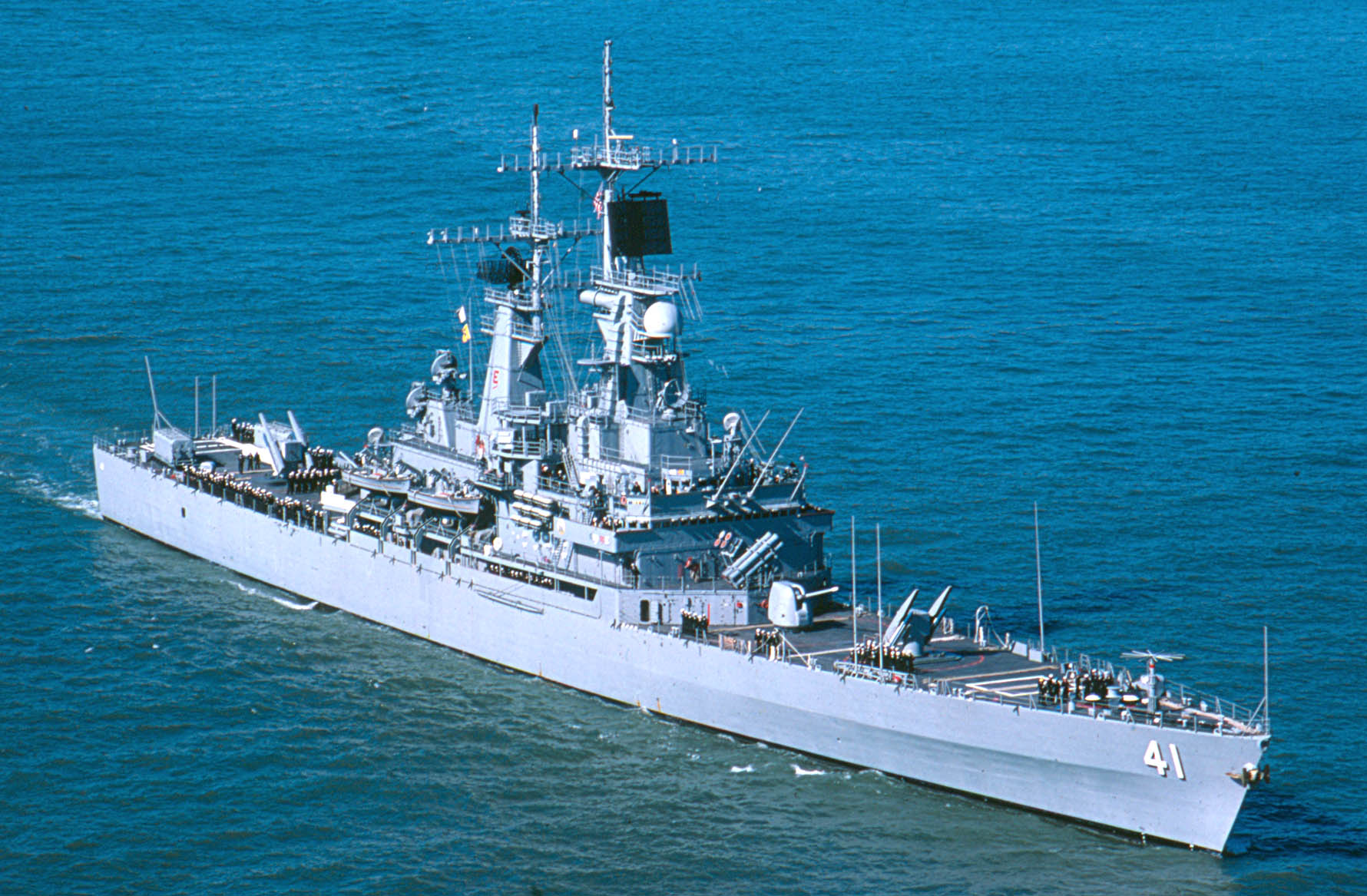
یواس‌اس آرکانزاس، رزم‌ناو کلاس ویرجینیا نیروی دریایی آمریکا. کلاس ویرجینیا آخرین کلاس رزم‌ناوهای هسته‌ای ایالات متحده بود.

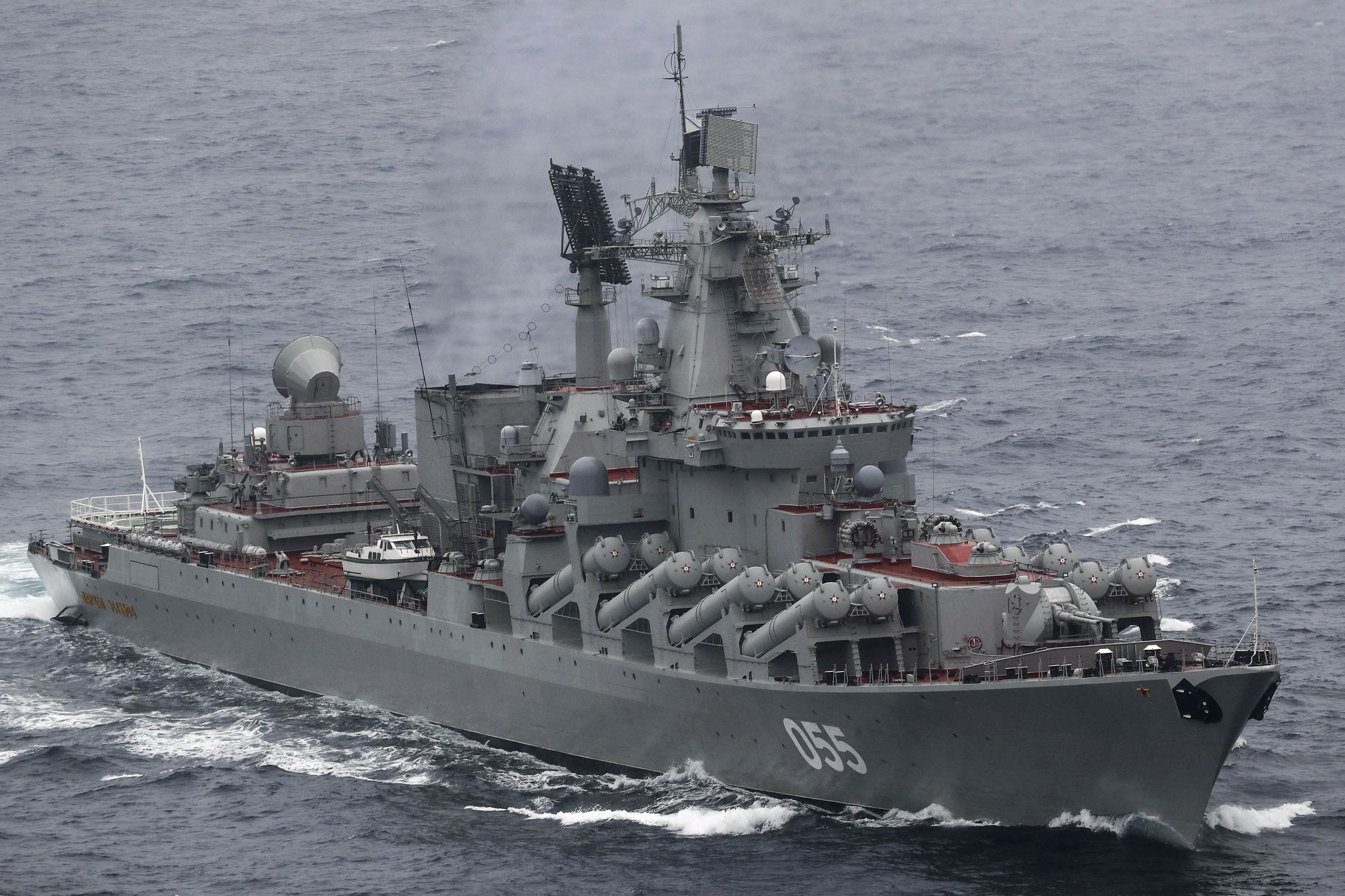
مارشال اوستینوف، رزم‌ناو روسی از کلاس اسلاوا

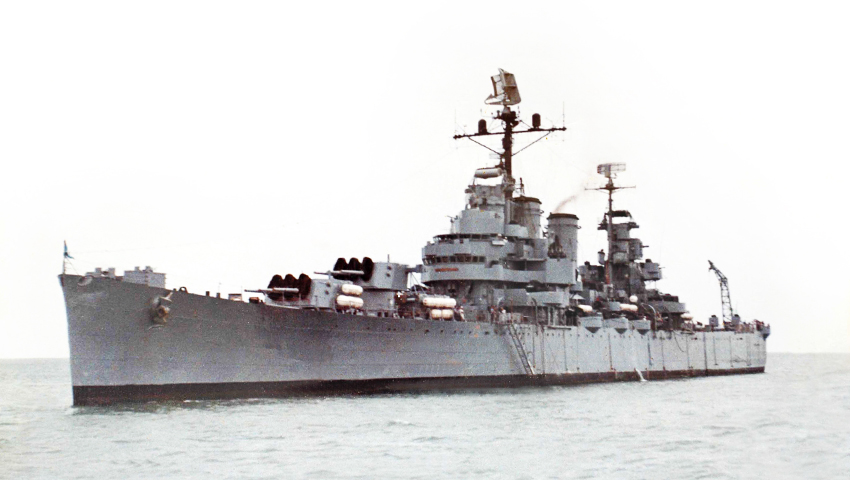
آآرآ ژنرال ٰبلگرانو رزم ناو سبک ۹٬۵۷۵ تنی نیروی دریایی آرژانتین که در طی جنگ فالکلند توسط نیروهای نیروی دریایی سلطنتی غرق شد.

رزم‌ناو (به انگلیسی: Cruiser) یک گونه کشتی جنگی است. امروزه رزم‌ناو پس از ناو هواپیمابر و کشتی تهاجم آبی‌خاکی بزرگ‌ترین کشتی ناوگان است و معمولاً می‌تواند چندین نقش عملیاتی مانند جستجو و انهدام، پشتیبانی اقیانوسی و ممانعت دریایی را انجام دهد.
واژه انگلیسی «کروز» چند صد سال است استفاده می‌شود و در طول زمان دچار تغییر معنایی شده است. در عصر دریانوردی، واژه کروز به انواع خاصی از مأموریت‌ها اشاره می‌کرد - عملیات شناسایی مستقل، حفاظت تجاری یا شبیخون زدن - که معمولاً توسط ناوچه‌ها یا قایق‌های جنگی انجام می‌شد که در ناوگان به‌عنوان کشتی‌های جنگی کروز عمل می‌کردند.
در میانه سده نوزدهم، رزم‌ناو گونه‌ای از کشتی‌ها بود که برای پیمایش تا آب‌های دوردست، شبیخون‌های تجاری و شناسایی برای ناوگان جنگی در نظر گرفته شده بود. رزم‌ناوها اندازه‌های بسیار متنوعی داشتند، از رزم‌ناوهای محافظت‌شده متوسط تا رزم‌ناوهای زرهی بزرگ که تقریباً به بزرگی یک نبردناو پیشا-دریدنوت (با قدرت و زره کمتر) بودند. با ظهور نبردناو دریدنوت قبل از جنگ جهانی اول، رزم‌ناو زرهی به یک کشتی در مقیاس مشابه آن، معروف به رزم‌ناو نبرد تبدیل شد. رزم‌ناوهای نبردِ بسیار بزرگ جنگ جهانی اول که جایگزین رزم‌ناوهای زرهی شدند، امروزه به همراه نبردناوهای دریدنوت به عنوان کشتی پایگاه طبقه‌بندی می‌شوند.
در اوایل قرن بیستم، پس از جنگ جهانی اول، جانشینان مستقیم رزم‌ناوهای محافظت‌شده را می‌شد در اندازهٔ ثابتی کوچک‌تر از نبردناو، اما بزرگ‌تر از ناوشکن، قرار داد. در سال ۱۹۲۲، پیمان دریایی واشینگتن محدودیتی رسمی برای این رزم‌ناوها تعیین کرد که به‌عنوان کشتی‌های جنگی تا ۱۰۰۰۰ تن با توپ‌های کوچک‌تر از کالیبر ۸ اینچ تعریف می‌شدند؛ در حالی که پیمان دریایی لندن در سال ۱۹۳۰ این رزم‌ناوها را تقسیم کرد به رزم‌ناو سنگین با توپ‌های ۶٫۱ تا ۸ اینچی و رزم‌ناو سبک با توپ‌های ۶٫۱ اینچی یا کمتر. با محدود شدن هر دو نوع از نظر تناژ کلی و فردی، شیوه طراحی رزم‌ناو، تا زمان از بین رفتن پیمان درست قبل از شروع جنگ جهانی دوم، شکل گرفت. برخی از تغییرات در طراحی رزمناوها براساس پیمان بر دو کلاس شامل شد؛ «نبردناوهای جیبی» کلاس دویچلند آلمان که نسبت به رزم‌ناوهای سنگین استاندارد، تسلیحات سنگین‌تری به‌جای سرعت داشتند، و کلاس آلاسکا آمریکایی، که یک رزمناو سنگین بزرگ‌شده به‌عنوان یک «ضد-رزم‌ناو» بود.
در اواخر قرن بیستم، منسوخ شدن نبردناو باعث شد که رزم‌ناو به‌عنوان بزرگ‌ترین و قدرتمندترین کشتی رزم سطحی شناخته شود (ناو هواپیمابر به‌عنوان کشتی رزم سطحی در نظر گرفته نمی‌شود، زیرا قابلیت تهاجمی آنها به هواگردهای آن‌ها برمی‌گردد نه سلاح‌های روی عرشه). نقش رزم‌ناو بسته به کشتی و نیروی دریایی متفاوت بود که اغلب شامل دفاع هوایی و بمباران ساحلی می‌شد. در طول جنگ سرد، رزم‌ناوهای نیروی دریایی شوروی دارای موشک‌های ضدکشتی زیادی بودند که برای غرق کردن نیروهای هواپیمابری ناتو از طریق حمله اشباعی طراحی شده بود. نیروی دریایی آمریکا رزم‌ناوهای موشک‌انداز را بر روی بدنه ناوشکن ساخت (برخی به نام «ناوشکن رهبر» یا «ناوچه» قبل از طبقه‌بندی مجدد در سال ۱۹۷۵ ساخته شدند) که عمدتاً برای ارائه دفاع هوایی طراحی شده بودند در حالی که اغلب قابلیت‌های ضدزیردریایی بیشتر، اندازه بزرگتر و برد موشک‌های سطح‌به‌هوا بیشتری نسبت به ناوشکن‌های موشک‌انداز اولیه چارلز اف. آدامز، با نقش دفاع هوایی کوتاه‌برد، داشتند. در پایان جنگ سرد، تمایز بین رزم‌ناوها و ناوشکن‌ها دشوار شده بود، به طوری که رزمناو کلاس تیکاندروگا از بدنه ناوشکن کلاس اسپرانس استفاده می‌کرد اما به دلیل مأموریت و سامانه‌های رزمی پیشرفته، نام رزم‌ناو را دریافت کرد.
تا تاریخ ۲۰۲۳, فقط سه کشور شناورهای فعال با عنوان رزم‌ناو دارند؛ آمریکا، روسیه و ایتالیا. به‌جز رزم‌ناوهای هواپیمابر آدمیرال کوزنتسوف و جوزپه گاریبالدی، این رزم‌ناوها اساساً با موشک‌های هدایت‌شونده مسلح شده‌اند. بی‌ای‌پی آلمیرانته گرائو آخرین رزم‌ناو توپ بود که تا سال ۲۰۱۷ در نیروی دریایی پرو خدمت کرد.
با این وجود، کلاس‌های دیگری هم ممکن است با توجه به طبقه‌بندی‌های مختلف، رزم‌ناو در نظر گرفته شوند. طبقه‌بندی آمریکا/ناتو تایپ ۰۵۵ چین، کیروف و اسلاوا روسیه را رزم‌ناو در نظر می‌گیرد. مجله «ده میلیتاری بالانسِ» مؤسسه بین‌المللی مطالعات استراتژیک یک رزمناو را «یک کشتی رزم سطحی تعریف می‌کند که حداقل ۹۷۵۰ تن وزن دارد»؛ با توجه به کشتی‌های در حال خدمت از اوایل دهه ۲۰۲۰، این مقیاس شامل تایپ ۰۵۵، سه‌جونگ کبیر کره جنوبی، اتاگو و مایا ژاپن و تیکاندروگا و زاموالت آمریکا می‌شود.

## نگارخانه

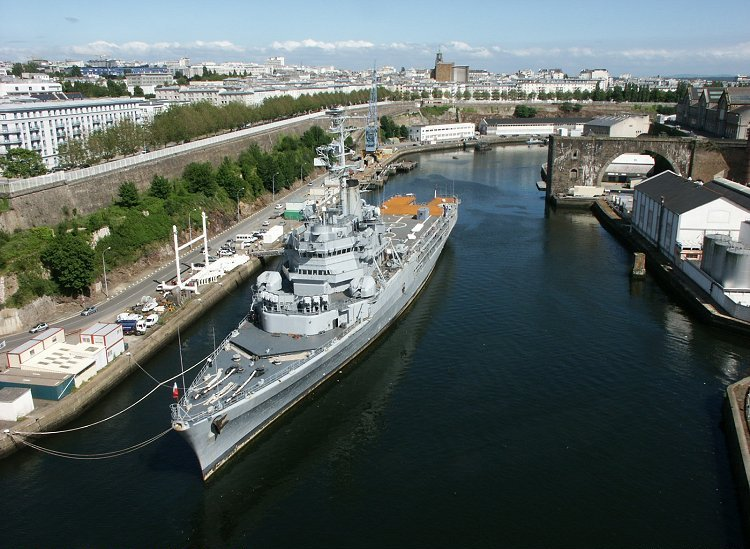
ناو ژاندارک مربوط به نیروی دریایی فرانسه تنها ناو بالگردبر دنیا ساخت سال ۱۹۶۱
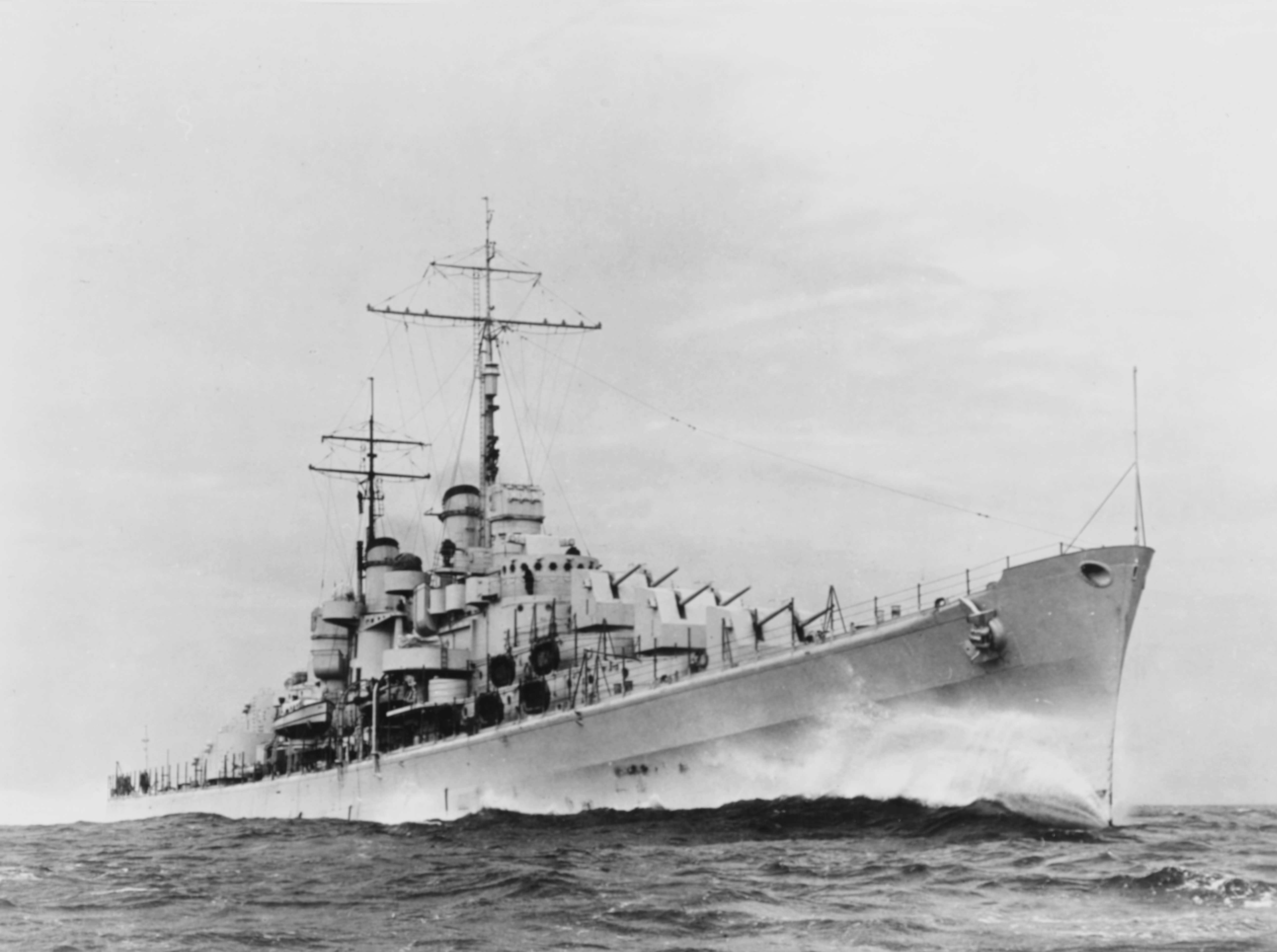
ناو (USS Atlanta (CL-51
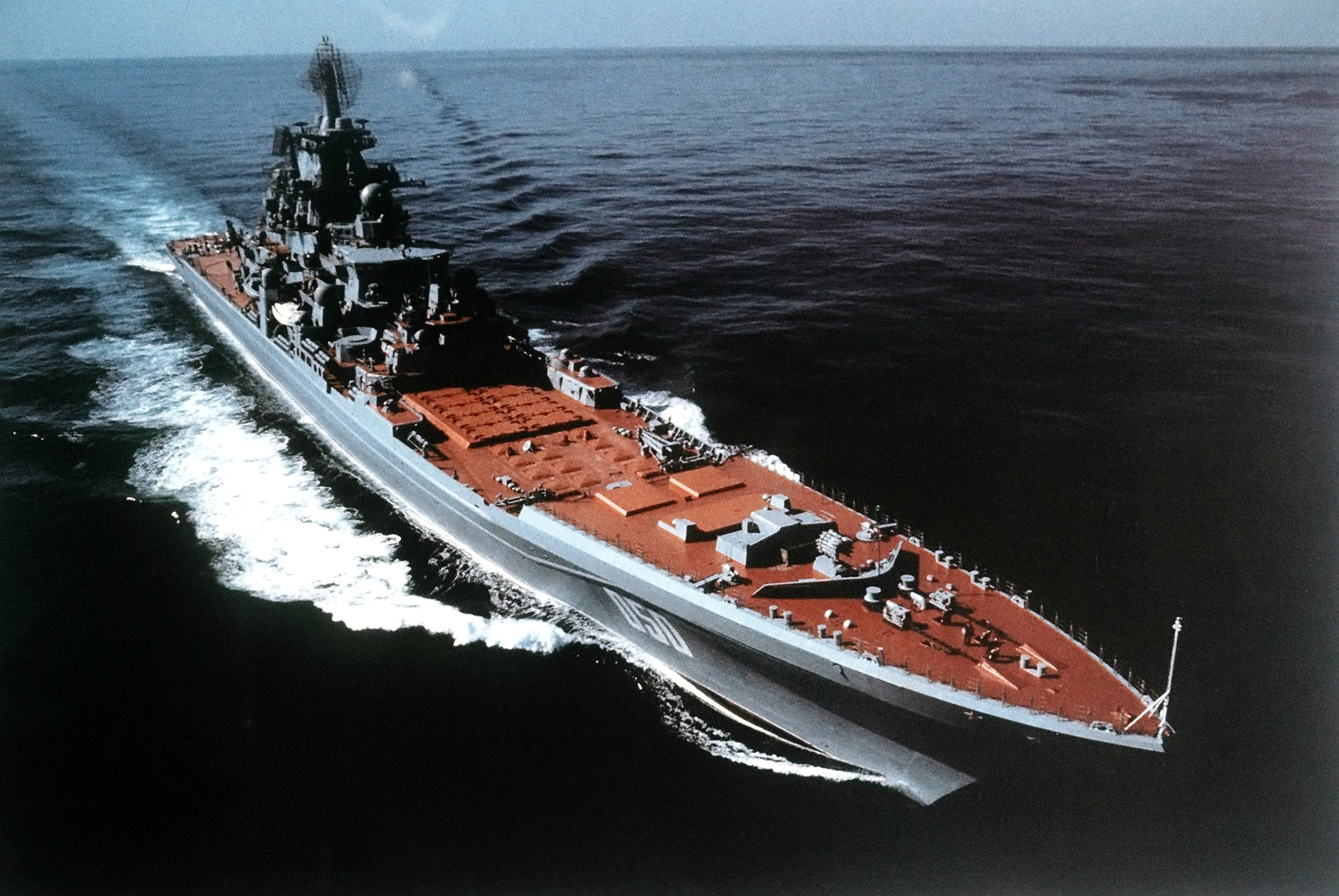
ناو نیروی دریایی روسیه بنام Kirov-class
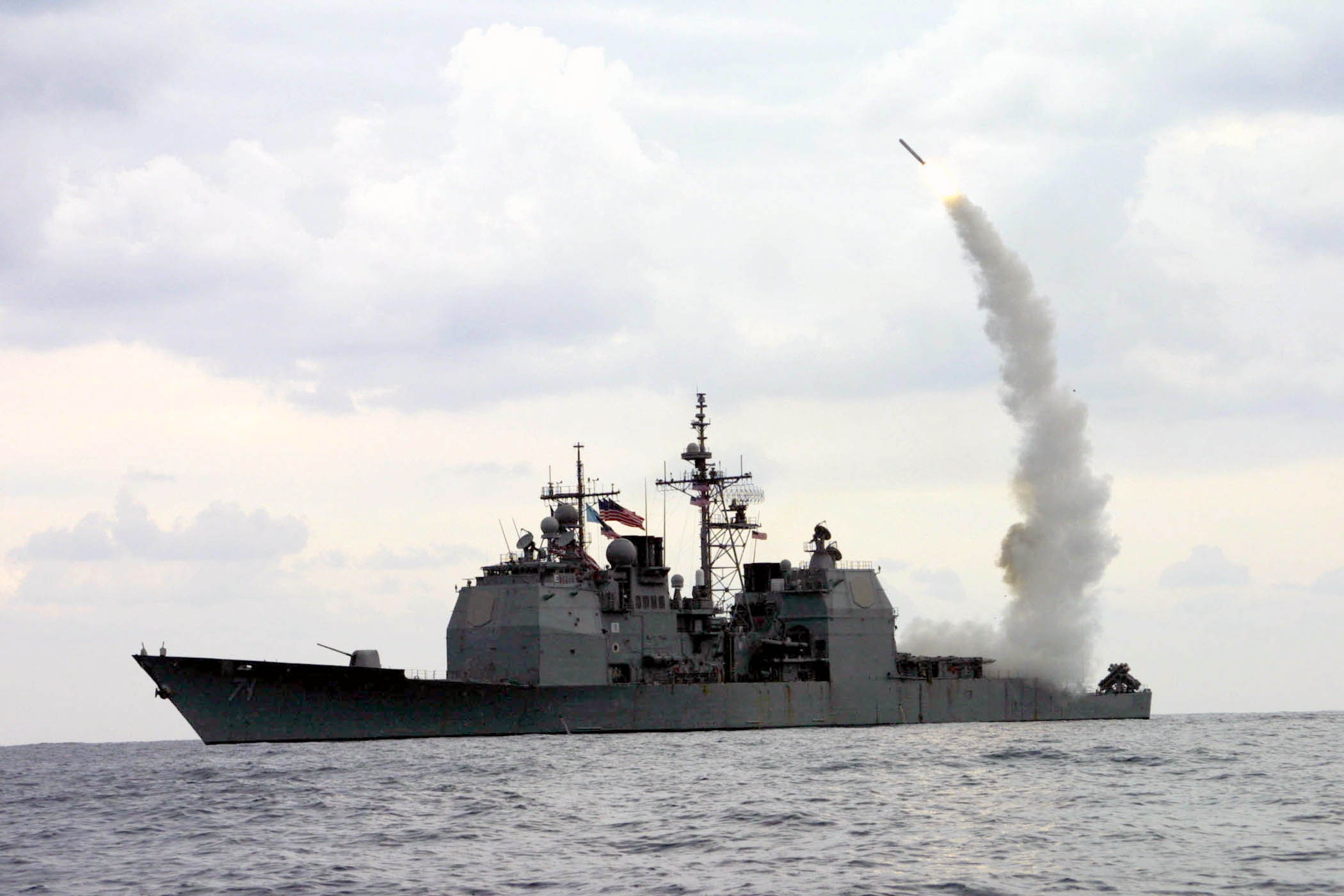
'ناو موشک انداز یواس اس کیپ سنت جورج رویال، ساخت آمریکا در حال شلیک کردن یک موشک تام هاوک